# Ichihara
Ichihara (市 原 市, Ichihara-shi) és una ciutat del Japó, a la prefectura de Chiba. La ciutat té una població de 280.178 habitants i una densitat de 761 persones per km². La superfície total és de 368,20 km².

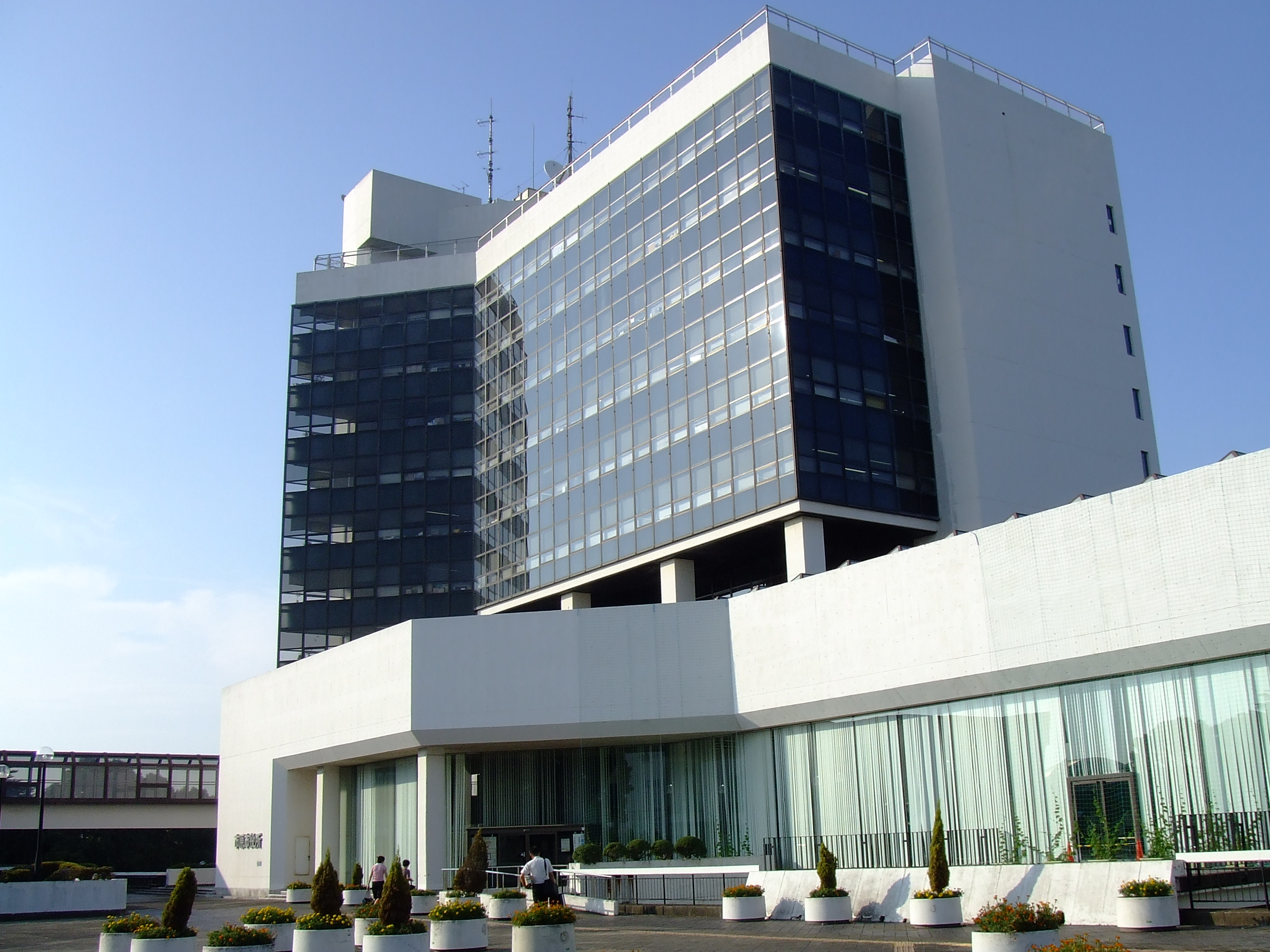
Ajuntament d'Ichihara.

La ciutat va ser fundada l'1 de maig de 1963.